# Акимов Степан Дмитрович
Акимов Степан Дмитрович (11 січня 1896, село Ханцівка, Холмський повіт, Псковська губернія, Російська імперія — 29 жовтня 1941, Пензенська область, РРФСР, СРСР) — радянський воєначальник, генерал-лейтенант (1940). Загинув під час Другої світової війни.

## Біографія
Народився у Псковській губернії в селянській родині. У 1915 році був призваний в Російську імператорську армію, учасник Першої світової війни.
Із 1918 року — в Червоній Армії. У 1919 році закінчив Петергофські командні курси. Учасник громадянської війни в Росії. Командував бригадою курсантів тих же таких Петергофських курсів. Брав участь у придушенні Кронштадтського повстання.
Після громадянської війни командував ротою, батальйоном, був начальником штабу полку. У 1929 році закінчив курси удосконалення командного складу «Выстрел».
Із 1934 року — командир стрілецького полку 90-ї стрілецької дивізії в Ленінградському військовому окрузі. Із листопада 1937 року — командир 58-ї стрілецької дивізії. Із 1938 року — командир 23-го стрілецького корпусу.
Учасник радянсько-фінської війни. На чолі 23-го стрілецького корпусу брав участь у прориві «Лінії Маннергейма». За успішні бої був нагороджений орденом Леніна.
Із грудня 1940 року — помічник командувача Прибалтійського Особливого військового округу.

### Німецько-радянська війна
Із початком німецько-радянської війни генерал-лейтенант Акимов став заступником командувача Північно-Західного фронту. Із 25 червня 1941 ррку — командир оперативної групи в районі Даугавпілса. Керував контрударом проти німецького танкового корпусу Манштейна. За бої під Даугавпілсом Акимов бу нагороджений орденом Червоного Прапора.
Із 31 липня 1941 року генерал-лейтенант Акимов командував Новгородською армійською групою. Із 4 серпня 1941 року — командувач 48-ї армії Північно-Західного фронту. Армія вела важкі оборонні бої в районі Новгорода. За втрату Новгорода Акимов був знятий з посади і відкликаний до Москви.
Із 10 по 18 жовтня 1941 року — командувач 43-ї армії Західного фронту. Армія вела бої біля Малоярославця. Із 18 жовтня — командир лівофлангової групи військ 43-ї армії.
23 жовтня 1941 року був важко поранений. Через тиждень генерала було евакуйовано в Куйбишев, однак літак зазнав аварії і розбився в Пензенській області.

## Військові звання
- Полковник (1935)
- Комбриг (1938)
- Комдив (4 листопада 1939)
- Комкор (1 квітня 1940)
- Генерал-лейтенант (4 червня 1940)

## Нагороди
Був нагороджений орденом Леніна (1940, за фінську кампанію), двома орденами Червоного Прапора (1938,1941), орденом Червоної зірки (1936) і медаллю «ХХ років РСЧА». 